# Lista de aeroportos do Azerbaijão

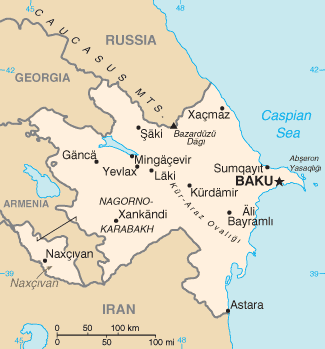
Mapa do Azerbaijão

Esta é uma lista de aeroportos do Azerbaijão, agrupados por tipo e classificados por localização.

## Aeroportos
Os nomes mostrados em negrito indicam aeroportos que possuem serviços de passageiros programadas em companhias aéreas.
| Cidade servida           | ICAO | DAFIF | IATA | Nome do aeroporto                                          | Coordenadas                  |
| ------------------------ | ---- | ----- | ---- | ---------------------------------------------------------- | ---------------------------- |
| Aeroportos públicos      | ÿ    | ÿ     | ÿ    | ÿ                                                          | ÿ                            |
| Ağstafa (Aghstafa)       | UBBA | UB17  |      | Aeroporto de Akstafa                                       | 41° 07′ 24″ N, 45° 25′ 17″ L |
| Baku                     | UBBB |       | GYD  | Aeroporto Internacional Heydar Aliyev                      | 40° 28′ 03″ N, 50° 02′ 48″ L |
| Baku                     | UBTT |       | ZXT  | Aeroporto de Zabrat                                        | 40° 29′ 42″ N, 49° 58′ 37″ L |
| Balakən (Balakan)        | UB0G | UB16  |      | Aeroporto de Balakan                                       | 41° 45′ 12″ N, 46° 21′ 19″ L |
| Ganja                    | UBBG |       | KVD  | Aeroporto Internacional de Ganja                           | 40° 44′ 15″ N, 46° 19′ 03″ L |
| Lankaran                 | UBBL | UB10  | LLK  | Aeroporto Internacional de Lankaran                        | 38° 44′ 47″ N, 48° 49′ 04″ L |
| Naquichevão              | UBBN | UB15  | NAJ  | Aeroporto Internacional de Naquichevão (público / militar) | 39° 11′ 19″ N, 45° 27′ 30″ L |
| Qabala (Gabala / Qəbələ) | UBBQ |       | GBB  | Aeroporto Internacional de Qabala                          | 40° 49′ 36″ N, 47° 42′ 45″ L |
| Stepanakert              | UBBS | UB13  |      | Aeroporto de Stepanakert (público)                         | 39° 54′ 05″ N, 46° 47′ 13″ L |
| Yevlakh                  | UBEE |       | YLV  | Aeroporto de Yevlakh                                       | 40° 37′ 57″ N, 47° 08′ 28″ L |
| Zaqatala                 | UBBY |       | ZTU  | Aeroporto Internacional de Zaqatala                        | 41° 33′ 44″ N, 46° 40′ 02″ L |
| Aeroportos militares     | ÿ    | ÿ     | ÿ    | ÿ                                                          | ÿ                            |
| Baku                     |      |       |      | Base Aérea de Baku Kala                                    | 40° 24′ 23″ N, 50° 12′ 00″ L |
| Dəllər (Dollyar)         |      | UB11  |      | Base Aérea de Dollyar                                      | 40° 53′ 15″ N, 45° 57′ 25″ L |
| Kürdəmir (Kyurdamir)     |      | UB14  |      | Base Aérea de Kyurdamir                                    | 40° 16′ 24″ N, 48° 09′ 48″ L |
| Sumqayit                 |      | UB12  |      | Base Aérea de Nasosnaya                                    | 40° 35′ 29″ N, 49° 33′ 26″ L |